# Marie Talbot
Pour les articles homonymes, voir Jeanne Brûlé, Brûlé et Talbot (homonymie).
Marie Talbot, née Jeanne Brûlé le 3 avril 1814 à Henrichemont et morte à La Borne le 22 août 1874, est une céramiste française. Elle est connue pour sa production de grès décorés de scènes en relief. Profondément enracinée dans la culture et l'imagerie populaire, son œuvre céramique influencera de nombreux potiers contemporains venus s'installer sur le site de La Borne.

## Biographie
Marie Talbot, son père Jacques-Sébastien Talbot (1769-1841), son demi-frère Jean Talbot (1809-1873), Marie-Louise Talbot (1846-1923) et son mari Antoine Chameron, sa belle-fille Valentine Chameron (1866-1954) et leur fils Jean-Joseph, font partie d'une dynastie de potiers-imagiers qui ont représenté à travers leurs grès les portraits de leurs contemporains et de nombreuses scènes de la vie quotidienne de leur village,,.

## Œuvres
Elle appartient à une dynastie de potiers-imagiers qui ont travaillé dans le village potier de La Borne, dans le Cher, près des gisements des terres marneuses de la Puisaye. Ce centre produit des grès émaillés au minium, ce qui leur donne aux pièces produites une couleur jaune caractéristique du centre potier. Les pièces sont cuites dans des grands fours couchés à tirage oblique. Pendant la cuisson, le sel marin placé dans le four se dissout et se vitrifie sur le grès en émail irrégulier.
Les œuvres de Marie Talbot représentent fréquemment des femmes élégantes, dont les superbes parures sont modelées avec une extrême précision. Ses pièces, fait rare dans la poterie populaire souvent anonyme, sont signées « Fait par moi, Marie ». Ses œuvres signées sont nombreuses et couvrent toutes sortes de poteries avec des pièces importantes (en volume) comme les fontaines, les épis de faîtage et des pièces modestes, cales de meubles... Marie Talbot apporte un soin particulier aux détails : costumes, visages, cheveux, accessoires de ses pichets et bouteilles anthropomorphes.

## Galerie

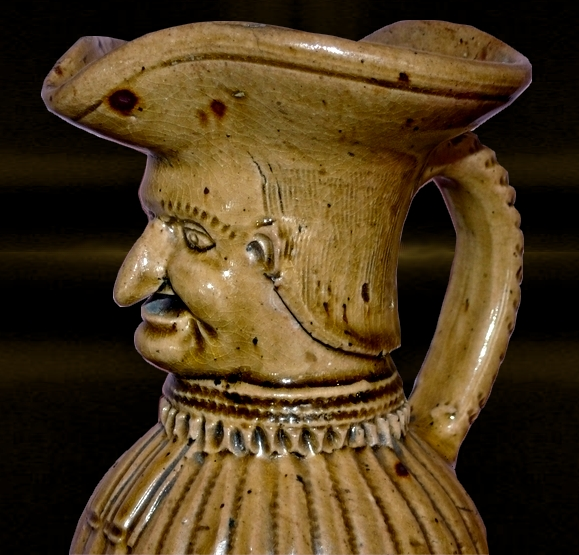
Pichet de Marie Talbot (détail).
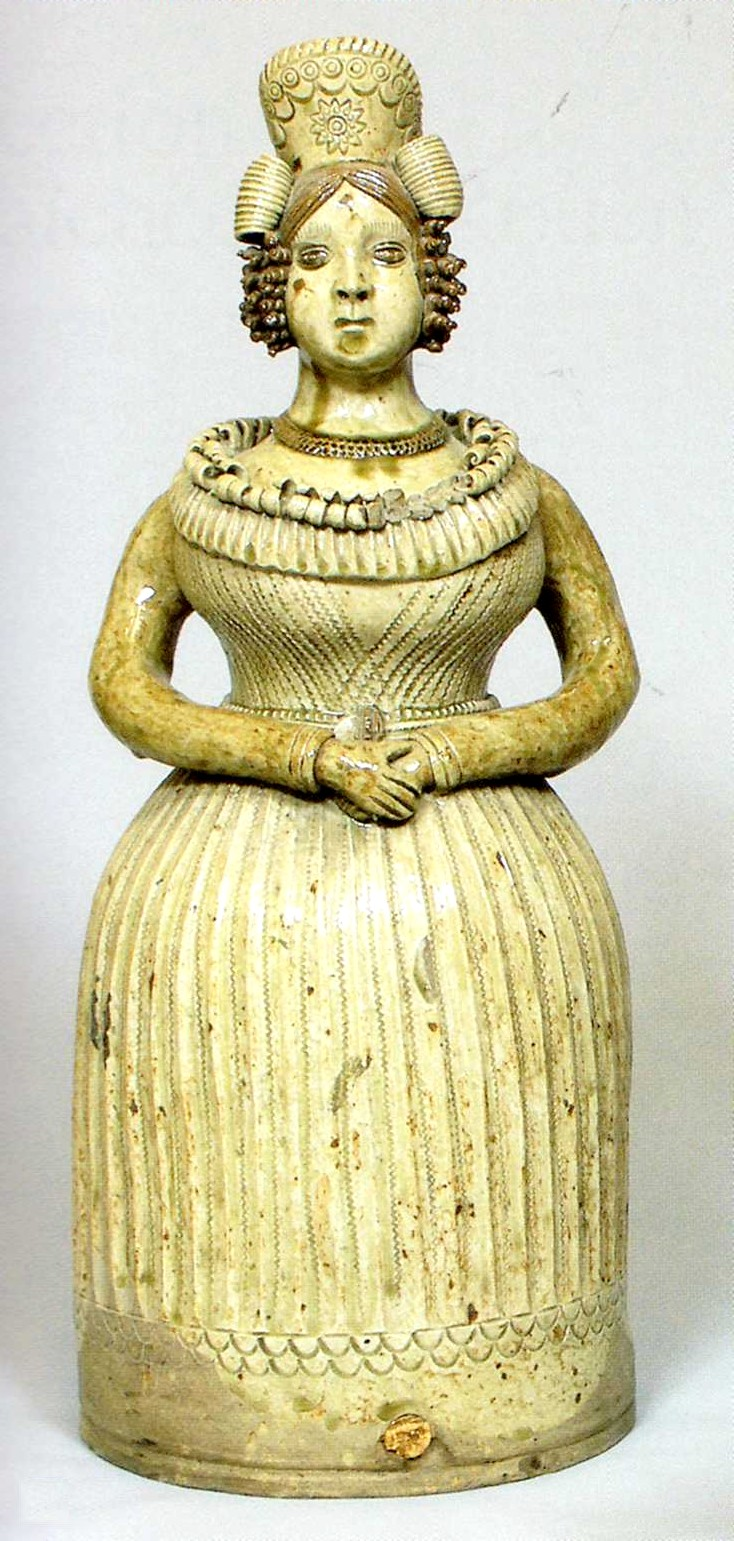
Fontaine en terre vernissée représentant une statuette de femme, atelier Talbot, XIXe siècle.
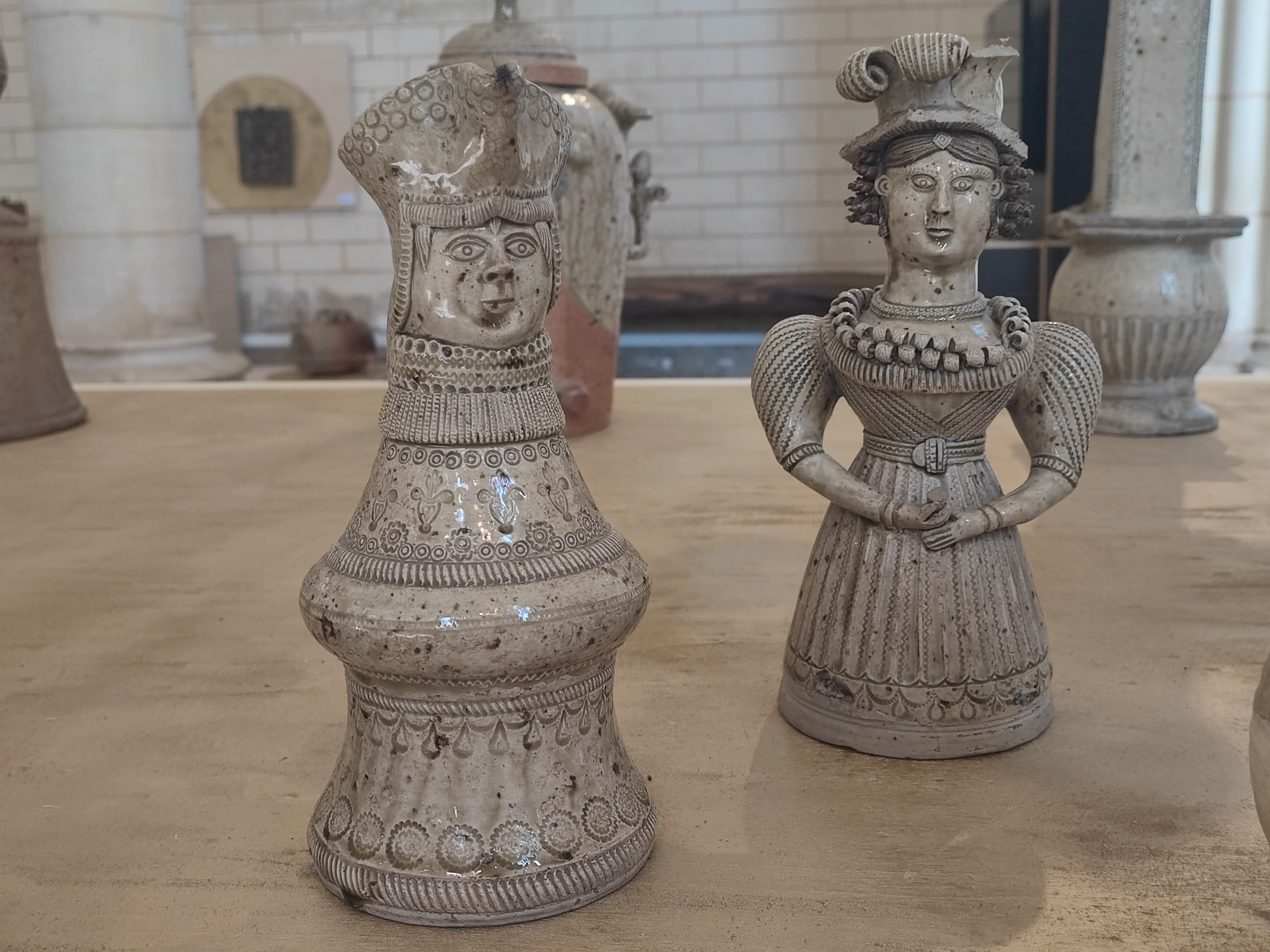
Pichet attribué à Jean Chenu (1830) & bouteille de Marie Talbot (1840) - Collection Musée de La Borne
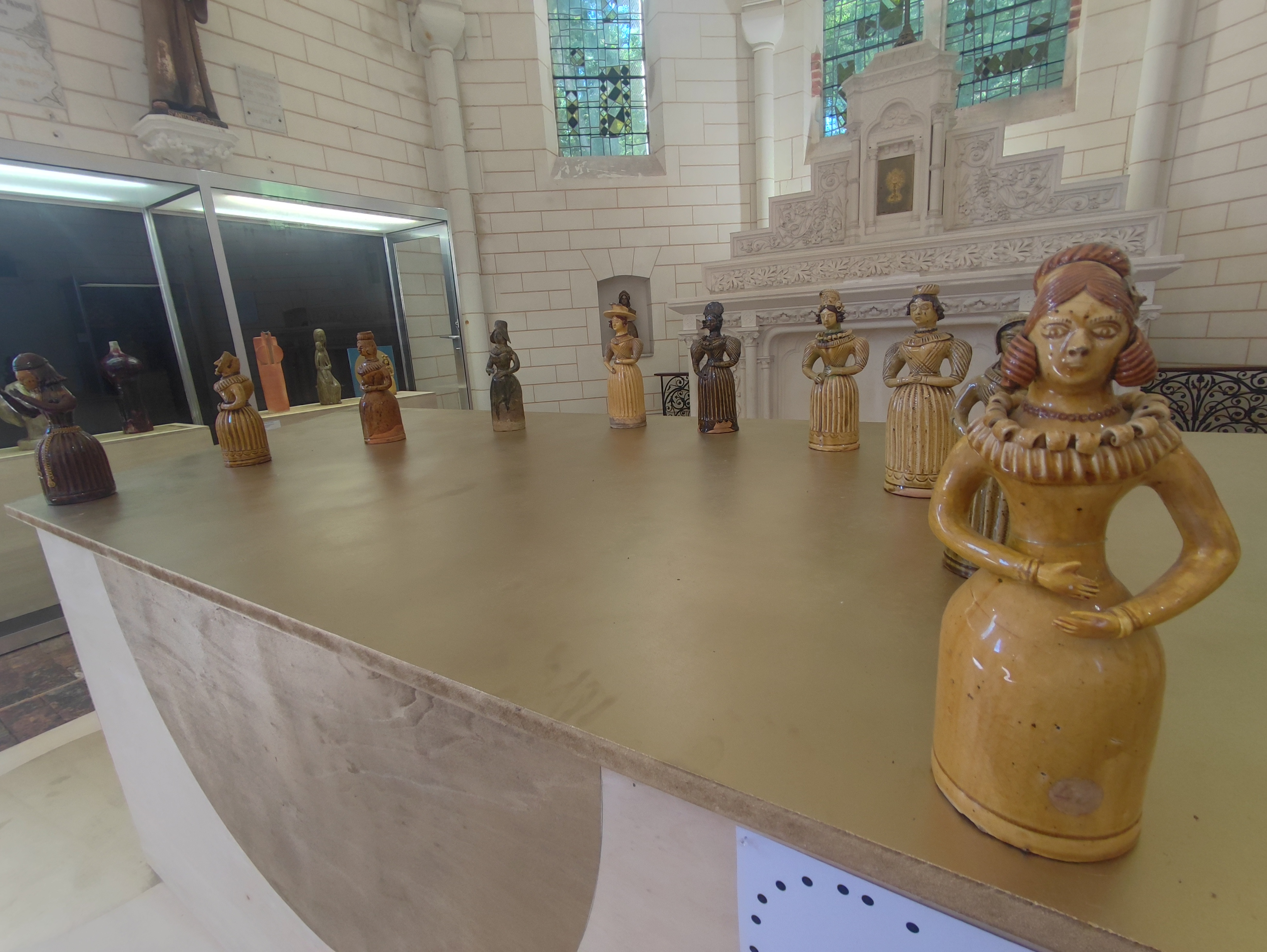
Oeuvres de Marie Talbot - Collection Musée de La Borne
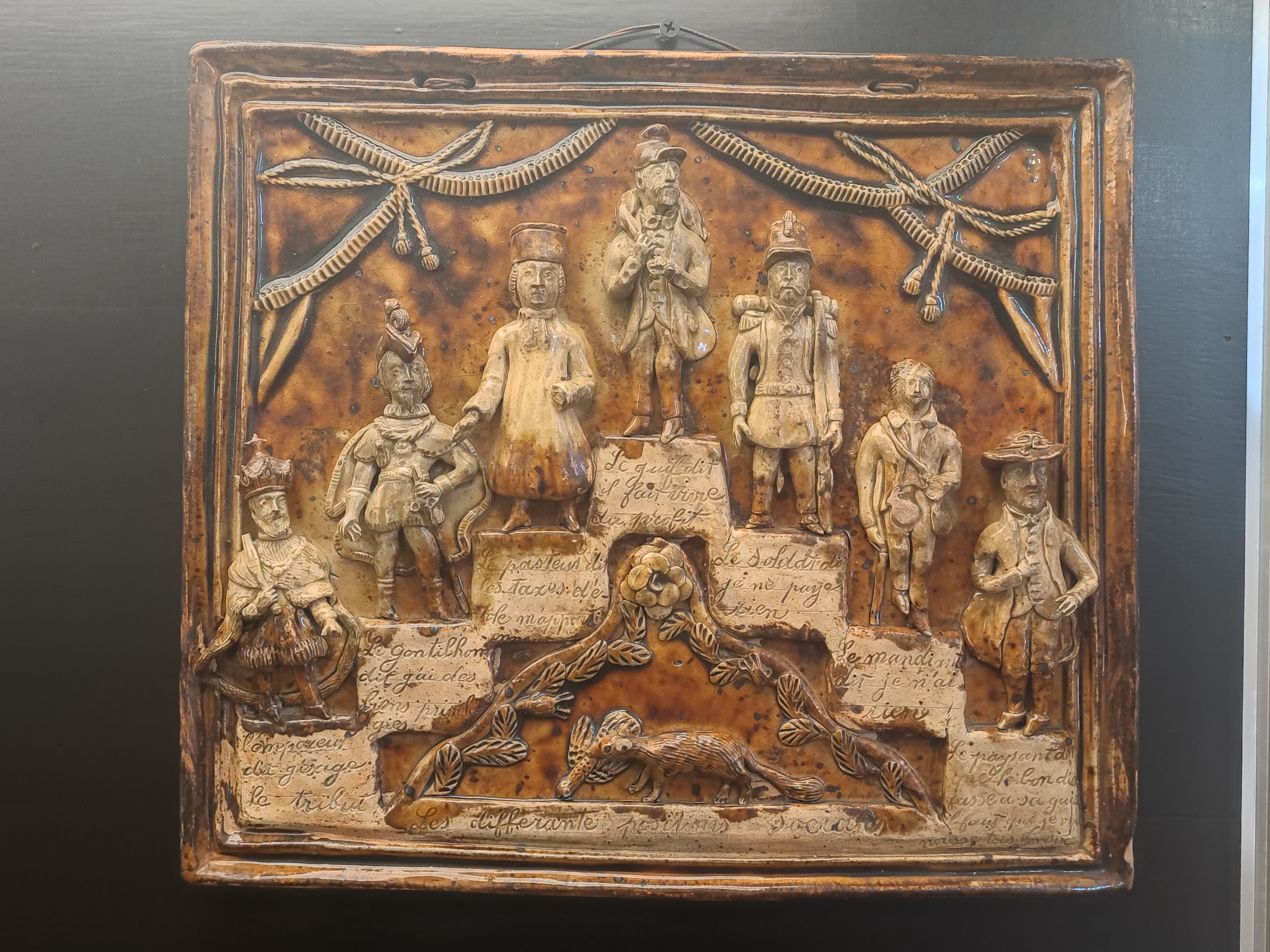
Les differante positions sociales - plaque attribué à Marie Talbot - Collection Musée de La Borne
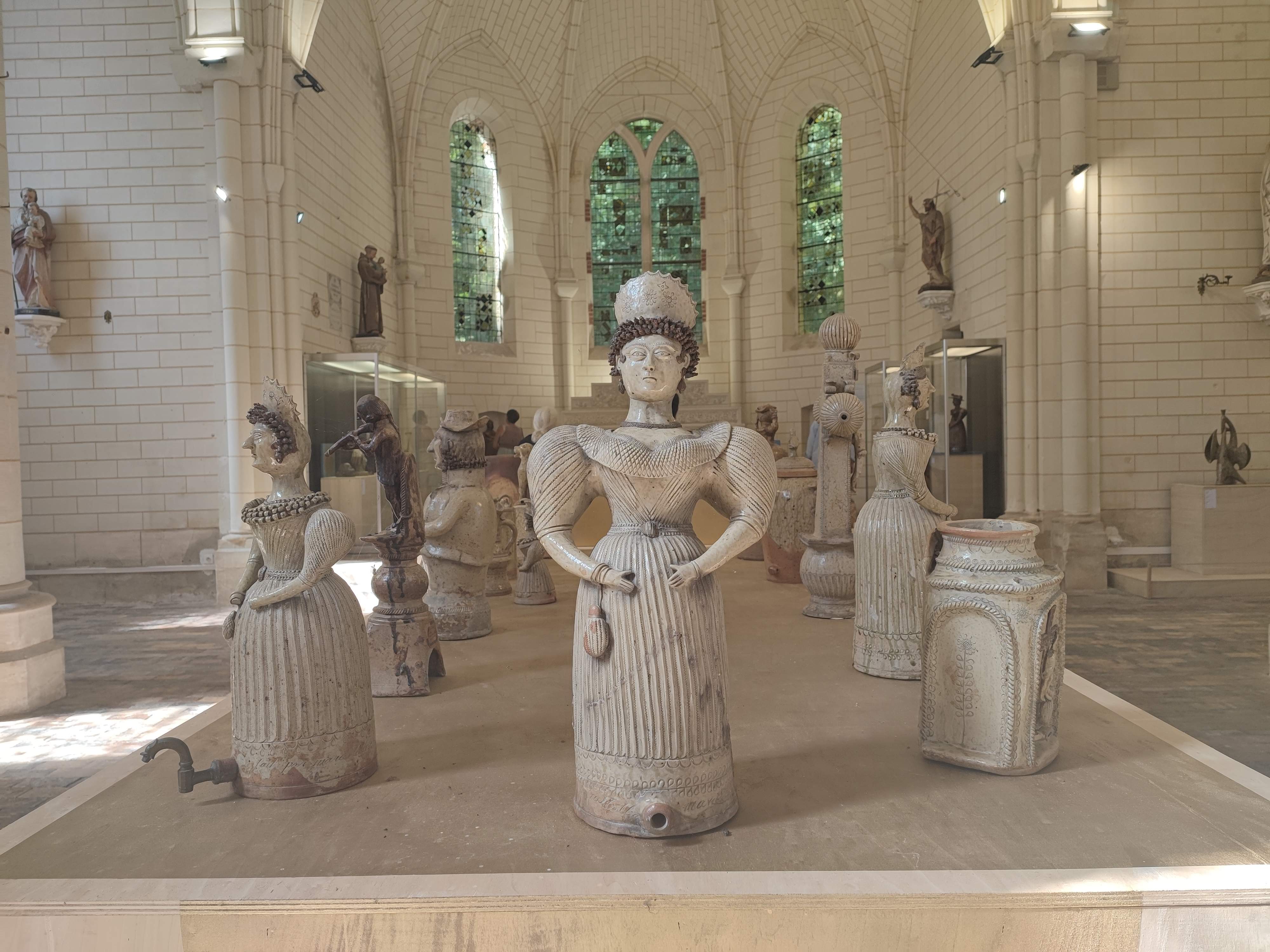
Oeuvres de Marie Talbot - Collection Musée de La Borne